# Ľubomír Ftáčnik
Cet article utilise la notation algébrique pour décrire des coups du jeu d'échecs.
Ľubomír Ftáčnik (né à Bratislava le 30 octobre 1957) est un grand maître slovaque du jeu d'échecs et un champion d'Europe junior.

## Carrière
Ftáčnik devient champion d'Europe d'échecs junior en 1976-1977 et se voit conférer le titre de maître international. En 1980, il devient grand maître international et ceci marque le début de sa carrière tant sur le plan national qu'international.
Dans sa Tchécoslovaquie natale, il devient champion national en 1981, 1983 et 1985. En tournoi, il décroche de nombreuses premières places, par exemple à Esberg en 1982, Trnava en 1983, Alltensteig en 1987, à l'open de Baden-Baden en 1987, à Vienne 1990 et à Parkroyal Surfers (Australie) en 2000. Il partage la première place à Cienfuegos (mémorial Capablanca) en 1980, au tournoi d'échecs de Dortmund en 1981 et Lugano 1988 (ex æquo avec Lev Psakhis). Il est second à Hradec Kralove en 1981. En 1987, il fait match nul contre le fort grand maître bulgare Kiril Georgiev.
Aux Olympiades d'échecs, il a d'abord représenté la Tchécoslovaquie puis la Slovaquie à partir de 1980, ne manquant le rendez-vous qu'en 1998. Il obtient son résultat le plus remarquable en 1982, quand un score remarquable de 67,9 % contribue à la médaille de bronze inattendue pour la Tchécoslovaquie. Curieusement, ses résultats avec les Noirs dépassent largement ceux avec les Blancs.
Ces dernières années, il passe plus de temps à voyager à l'étranger et à l'occasion aux États-Unis, où il a participé à des camps de vacances et fait la promotion de son livre (Winning the Won Game, Batsford/Chrysalis 2004, en collaboration avec Danny Kopec (en). En 2006, il finit 1er ex æquo à l'open national de Las Vegas et suit avec une victoire à l'open de Caroline du Sud.
Il participe aussi à l'open d'Amsterdam 2006 et finit à un demi-point des vainqueurs, face à une rude opposition (Tiviakov, Timman, Nijboer, Toukmakov entre autres).
Ftáčnik joue aussi en interclubs allemands, la Bundesliga et a occasionnellement participé au championnat britannique, le 4NCL. Son frère jumeau, Jan Ftáčnik, est physicien au département de physique de l'université Comenius de Bratislava. Son frère ainé, Milan, était le maire de Bratislava.

## Une partie
Lev Polougaïevski-Ľubomír Ftáčnik, Lucerne, 1982
Ouverture : système du hérisson
1. Cf3 Cf6 2. c4 c5 3. Cc3 e6 4. g3 b6 5. Fg2 Fb7 6. 0-0 Fe7 7. d4 cxd4 8. Dxd4 d6 9. Td1 a6! 10. b3 Cbd7! 11. e4!? Db8 12. Fb2 0-0 13. Cd2 Td8!? 14. a4 Dc7 15. De3 Tac8 16. De2 Ce5 17. h3 h5! 18. f4 Cg6 19. Cf3 d5! 20. cxd5? (20. exd5!?) h4! 21. Cxh4 Cxh4 22. gxh4 Dxf4 23. dxe6 fxe6 24. e5?! Fc5+ 25. Rh1 Ch5! 26. Dxh5 Dg3! 27. Cd5 Txd5 28. Tf1 Dxg2+ 29. Rxg2 Td2+ 0-1.

## Sources
- David Vincent Hooper et Kenneth Whyld, The Oxford Companion to Chess, Oxford University, 1984 (ISBN 0-19-217540-8)
- Kenneth Whyld, Guinness Chess, The Records, Guinness Publishing Ltd, 1986 (ISBN 0-85112-455-0)
- Olimpbase - Olympiads and other Team event information